# Gương mặt thân quen (mùa 3)
Mùa thứ ba của chương trình Gương mặt thân quen được phát sóng trên kênh VTV3 từ ngày 18 tháng 4 đến 11 tháng 7 năm 2015. Mùa này có sự tham gia của các thí sinh Ái Phương, Thanh Duy, Mai Quốc Việt, Nhật Thủy, Khương Ngọc và Ngọc Liên, cùng bộ ba giám khảo chính là nhạc sĩ Đức Huy, ca sĩ Mỹ Linh và NSƯT Hoài Linh. Người dẫn chương trình mùa này là diễn viên Đại Nghĩa, thí sinh mùa đầu tiên của chương trình.
Người chiến thắng chung cuộc sau 13 tuần thi là Thanh Duy, hạng nhì là Mai Quốc Việt, hạng ba là Nhật Thủy và hạng tư là Ái Phương.

## Thí sinh
| Thí sinh      | Năm sinh | Nghề nghiệp        | Kết quả   |
| ------------- | -------- | ------------------ | --------- |
| Thanh Duy     | 1986     | Ca sĩ/Diễn viên/MC | Quán quân |
| Mai Quốc Việt | 1988     | Ca sĩ              | Á quân    |
| Nhật Thủy     | 1991     | Ca sĩ              | Hạng 3    |
| Ái Phương     | 1989     | Ca sĩ/Nhạc sĩ      | Hạng 4    |
| Khương Ngọc   | 1984     | Diễn viên          | Hạng 5    |
| Ngọc Liên     | 1982     | Ca sĩ              | Hạng 6    |

## Bảng điểm các tuần
| Thí sinh      | Tuần 1         | Tuần 2         | Tuần 3         | Tuần 4         | Tuần 5         | Tuần 6         | Tuần 7         | Tuần 8         | Tuần 9         | Tuần 10        | Tuần 11        | Tuần 12        | Tuần 13 | Tổng |
| ------------- | -------------- | -------------- | -------------- | -------------- | -------------- | -------------- | -------------- | -------------- | -------------- | -------------- | -------------- | -------------- | ------- | ---- |
| Thanh Duy     | Hạng 2 34 điểm | Hạng 3 30 điểm | Hạng 1 36 điểm | Hạng 1 36 điểm | Hạng 4 27 điểm | Hạng 3 30 điểm | Hạng 6 22 điểm | Hạng 6 21 điểm | Hạng 1 36 điểm | Hạng 3 28 điểm | Hạng 3 30 điểm | Hạng 3 28 điểm | Hạng 1  | 358  |
| Mai Quốc Việt | Hạng 3 29 điểm | Hạng 1 35 điểm | Hạng 5 24 điểm | Hạng 2 30 điểm | Hạng 3 31 điểm | Hạng 4 29 điểm | Hạng 2 32 điểm | Hạng 3 31 điểm | Hạng 5 25 điểm | Hạng 5 25 điểm | Hạng 6 21 điểm | Hạng 6 23 điểm | Hạng 2  | 335  |
| Nhật Thủy     | Hạng 6 22 điểm | Hạng 2 33 điểm | Hạng 6 21 điểm | Hạng 3 28 điểm | Hạng 1 36 điểm | Hạng 2 31 điểm | Hạng 1 36 điểm | Hạng 2 32 điểm | Hạng 4 27 điểm | Hạng 2 34 điểm | Hạng 5 25 điểm | Hạng 1 35 điểm | Hạng 3  | 360  |
| Ái Phương     | Hạng 4 26 điểm | Hạng 4 27 điểm | Hạng 2 33 điểm | Hạng 4 26 điểm | Hạng 2 32 điểm | Hạng 5 23 điểm | Hạng 5 26 điểm | Hạng 1 36 điểm | Hạng 2 33 điểm | Hạng 4 26 điểm | Hạng 2 34 điểm | Hạng 2 34 điểm | Hạng 4  | 356  |
| Khương Ngọc   | Hạng 1 35 điểm | Hạng 5 25 điểm | Hạng 3 30 điểm | Hạng 6 25 điểm | Hạng 5 23 điểm | Hạng 6 22 điểm | Hạng 3 28 điểm | Hạng 4 26 điểm | Hạng 3 28 điểm | Hạng 6 23 điểm | Hạng 1 35 điểm | Hạng 5 25 điểm | Hạng 5  | 325  |
| Ngọc Liên     | Hạng 5 25 điểm | Hạng 6 21 điểm | Hạng 4 27 điểm | Hạng 4 26 điểm | Hạng 6 22 điểm | Hạng 1 36 điểm | Hạng 4 27 điểm | Hạng 5 25 điểm | Hạng 6 22 điểm | Hạng 1 35 điểm | Hạng 4 26 điểm | Hạng 4 26 điểm | Hạng 6  | 318  |

     Thí sinh thắng trong tuần.
     Thí sinh xếp cuối trong tuần.
     Thí sinh thắng trong mùa giải.

## Nhân vật hóa thân
| Tuần | Thanh Duy          | Mai Quốc Việt   | Nhật Thủy                     | Ái Phương               | Khương Ngọc               | Ngọc Liên      |
| ---- | ------------------ | --------------- | ----------------------------- | ----------------------- | ------------------------- | -------------- |
| 1    | Minh Tuyết         | Đàm Vĩnh Hưng   | Joan Jett                     | Beyoncé                 | A. R. Rahman              | Uyên Linh      |
| 2    | Ailee              | Chế Linh        | Trần Thu Hà                   | Nguyễn Hưng             | Mỹ Tâm                    | Eruption       |
| 3    | Thanh Bạch         | Trần Lập        | Tommy Ngô                     | Ngọc Khuê               | Lưu Đức Hoa               | Mạnh Quỳnh     |
| 4    | Lệ Quyên           | NSND Trung Đức  | Hồ Quỳnh Hương                | Tuấn Anh                | Tạ Quang Thắng            | Dương Triệu Vũ |
| 5    | NSƯT Thành Lộc     | Bảo Yến         | Nghệ nhân Dân gian Thanh Long | Hương Thủy              | Stevie Wonder             | Hiền Thục      |
| 6    | Adele              | Pavarotti       | Duy Mạnh                      | Spice Girls             | Emmanuel                  | Cẩm Ly         |
| 7    | Long Nhật          | Maroon 5        | Céline Dion                   | Hồ Ngọc Hà              | Quang Hà                  | Bé Bảo An      |
| 8    | Ricky Martin       | NSƯT Vân Khánh  | NSƯT Thanh Thúy               | Hồng Nga                | Ira Maya Sopha            | Diana Ross     |
| 9    | Hề Sa              | Tuấn Ngọc       | T-ara                         | Quách Phú Thành         | Chí Tài                   | Quang Linh     |
| 10   | EXO                | Trác Y Đình     | NSƯT Thanh Thanh Hiền         | Anna Caterina Antonacci | (Mr. Bean) Rowan Atkinson | Giao Linh      |
| 11   | Phương Thanh       | Dương Ngọc Thái | Thu Minh                      | Thùy Trang              | Taeyang                   | Mai Tuyết Hoa  |
| 12   | NSƯT Thanh Kim Huệ | Đức Tuấn        | Cẩm Ly                        | Lady Gaga               | NSƯT Thanh Điền           | Hồ Quang Hiếu  |
| 13   | NSND Thu Hiền      | Quang Dũng      | Mỹ Tâm                        | Madonna                 | Tiên Tiên, Tóc Tiên       | Hương Lan      |

     Thí sinh thắng trong tuần.
     Thí sinh thắng trong mùa giải.

## Kết quả biểu diễn

### Tuần 1
| Thí sinh      | Tiết mục thể hiện (Tác giả)                                                          | Nhân vật hóa thân | Điểm ban giám khảo | Điểm ban giám khảo | Điểm ban giám khảo | Tổng điểm | Hạng |
| Thí sinh      | Tiết mục thể hiện (Tác giả)                                                          | Nhân vật hóa thân | Đức Huy            | Mỹ Linh            | Hoài Linh          | Tổng điểm | Hạng |
| ------------- | ------------------------------------------------------------------------------------ | ----------------- | ------------------ | ------------------ | ------------------ | --------- | ---- |
| Ái Phương     | "Single Ladies" (Beyoncé Knowles, Christopher Stewart, Terius Nash, Thaddis Harrell) | Beyoncé           | 8                  | 10                 | 8                  | 26        | 4    |
| Ngọc Liên     | "Chờ người nơi ấy" (Huy Tuấn)                                                        | Uyên Linh         | 9                  | 7                  | 9                  | 25        | 5    |
| Nhật Thủy     | "I Hate Myself for Loving You" (Desmond Child, Joan Jett)                            | Joan Jett         | 7                  | 8                  | 7                  | 22        | 6    |
| Thanh Duy     | "Đã không yêu thì thôi" (Hoài An)                                                    | Minh Tuyết        | 11                 | 11                 | 12                 | 34        | 2    |
| Mai Quốc Việt | "Nửa vầng trăng" (Nhật Trung)                                                        | Đàm Vĩnh Hưng     | 10                 | 9                  | 10                 | 29        | 3    |
| Khương Ngọc   | "Jai Ho" (A. R. Rahman, Gulzar Nama, Tanvi Shah)                                     | A. R. Rahman      | 12                 | 12                 | 11                 | 35        | 1    |

| Khách mời      | Tiết mục thể hiện (Tác giả)                                  | Nhân vật hóa thân               |
| -------------- | ------------------------------------------------------------ | ------------------------------- |
| Đức Huy        | "Oh, Pretty Woman" (Roy Orbison, Bill Dees)                  | Roy Orbison                     |
| Mỹ Linh        | "Woman in Love" (Barry Gibb, Robin Gibb)                     | Barbra Streisand                |
| NSƯT Hoài Linh | "Quan trạng về làng" (trích vở "Bên cầu dệt lụa") (Thế Châu) | NSƯT Thanh Sang (vai Trần Minh) |

### Tuần 2
| Thí sinh      | Tiết mục thể hiện (Tác giả)                  | Nhân vật hóa thân | Điểm ban giám khảo | Điểm ban giám khảo | Điểm ban giám khảo | Tổng điểm | Hạng |
| Thí sinh      | Tiết mục thể hiện (Tác giả)                  | Nhân vật hóa thân | Đức Huy            | Mỹ Linh            | Hoài Linh          | Tổng điểm | Hạng |
| ------------- | -------------------------------------------- | ----------------- | ------------------ | ------------------ | ------------------ | --------- | ---- |
| Thanh Duy     | "U & I" (Kupa, Shinsadong Tiger)             | Ailee             | 10                 | 9                  | 11                 | 30        | 3    |
| Nhật Thủy     | "Dệt tầm gai" (Ngọc Đại – Thơ: Vi Thùy Linh) | Trần Thu Hà       | 12                 | 11                 | 10                 | 33        | 2    |
| Mai Quốc Việt | "Thành phố buồn" (Lam Phương)                | Chế Linh          | 11                 | 12                 | 12                 | 35        | 1    |
| Ngọc Liên     | "One Way Ticket" (Jack Keller, Hank Hunter)  | Eruption          | 7                  | 7                  | 7                  | 21        | 6    |
| Khương Ngọc   | "Như một giấc mơ" (Mỹ Tâm)                   | Mỹ Tâm            | 9                  | 8                  | 8                  | 25        | 5    |
| Ái Phương     | "Bánh xe lãng tử" (Trọng Khương)             | Nguyễn Hưng       | 8                  | 10                 | 9                  | 27        | 4    |

| Khách mời | Tiết mục thể hiện (Tác giả) |
| --------- | --------------------------- |
| Cẩm Ly    | "Thím hai lúa" (Minh Vy)    |

### Tuần 3
| Thí sinh      | Tiết mục thể hiện (Tác giả)                        | Nhân vật hóa thân | Điểm ban giám khảo | Điểm ban giám khảo | Điểm ban giám khảo | Tổng điểm | Hạng |
| Thí sinh      | Tiết mục thể hiện (Tác giả)                        | Nhân vật hóa thân | Đức Huy            | Mỹ Linh            | Hoài Linh          | Tổng điểm | Hạng |
| ------------- | -------------------------------------------------- | ----------------- | ------------------ | ------------------ | ------------------ | --------- | ---- |
| Mai Quốc Việt | "Tâm hồn của đá" (Trần Lập)                        | Trần Lập          | 8                  | 8                  | 8                  | 24        | 5    |
| Ái Phương     | "Giọt sương bay lên" (Nguyễn Vĩnh Tiến)            | Ngọc Khuê         | 11                 | 11                 | 11                 | 33        | 2    |
| Khương Ngọc   | "Tình nhạt phai" (Nhạc Hoa – lời Việt: Tùng Giang) | Lưu Đức Hoa       | 10                 | 10                 | 10                 | 30        | 3    |
| Ngọc Liên     | "Bến sông chờ" (Mạnh Quỳnh)                        | Mạnh Quỳnh        | 9                  | 9                  | 9                  | 27        | 4    |
| Nhật Thủy     | "Túp lều lý tưởng" (Hoàng Thi Thơ)                 | Tommy Ngô         | 7                  | 7                  | 7                  | 21        | 6    |
| Thanh Duy     | "Đôi mắt huyền" (Yevhen Hrebinka)                  | Thanh Bạch        | 12                 | 12                 | 12                 | 36        | 1    |

| Khách mời  | Tiết mục thể hiện (Tác giả)   |
| ---------- | ----------------------------- |
| Lam Trường | "Lối về xóm nhỏ" (Trịnh Hưng) |

### Tuần 4
| Thí sinh      | Tiết mục thể hiện (Tác giả)                             | Nhân vật hóa thân | Điểm ban giám khảo | Điểm ban giám khảo | Điểm ban giám khảo | Tổng điểm | Hạng |
| Thí sinh      | Tiết mục thể hiện (Tác giả)                             | Nhân vật hóa thân | Đức Huy            | Mỹ Linh            | Hoài Linh          | Tổng điểm | Hạng |
| ------------- | ------------------------------------------------------- | ----------------- | ------------------ | ------------------ | ------------------ | --------- | ---- |
| Khương Ngọc   | "Lá cờ" (Tạ Quang Thắng)                                | Tạ Quang Thắng    | 10                 | 7                  | 8                  | 25        | 6    |
| Ngọc Liên     | "Đừng lừa dối" Chu Minh Ký)                             | Dương Triệu Vũ    | 7                  | 9                  | 10                 | 26        | 4    |
| Thanh Duy     | "Sầu lẻ bóng" – "Ai khổ vì ai" (Anh Bằng – Thương Linh) | Lệ Quyên          | 12                 | 12                 | 12                 | 36        | 1    |
| Nhật Thủy     | "Vũ điệu hoang dã" (Lời Việt: Hà Dũng)                  | Hồ Quỳnh Hương    | 8                  | 11                 | 9                  | 28        | 3    |
| Ái Phương     | "Lạ lắm" (Phạm Khải Tuấn)                               | Tuấn Anh          | 11                 | 8                  | 7                  | 26        | 4    |
| Mai Quốc Việt | "Chào em cô gái Lam Hồng" (Ánh Dương)                   | NSND Trung Đức    | 9                  | 10                 | 11                 | 30        | 2    |

### Tuần 5
| Thí sinh      | Tiết mục thể hiện (Tác giả)                                  | Nhân vật hóa thân             | Điểm ban giám khảo | Điểm ban giám khảo | Điểm ban giám khảo | Tổng điểm | Hạng |
| Thí sinh      | Tiết mục thể hiện (Tác giả)                                  | Nhân vật hóa thân             | Đức Huy            | Mỹ Linh            | Hoài Linh          | Tổng điểm | Hạng |
| ------------- | ------------------------------------------------------------ | ----------------------------- | ------------------ | ------------------ | ------------------ | --------- | ---- |
| Ái Phương     | "Sóc sờ bai Sóc Trăng" (Thanh Sơn)                           | Hương Thủy                    | 11                 | 10                 | 11                 | 32        | 2    |
| Mai Quốc Việt | "Ở hai đầu nỗi nhớ" (Phan Huỳnh Điểu – Thơ: Trần Đình Chính) | Bảo Yến                       | 10                 | 11                 | 10                 | 31        | 3    |
| Ngọc Liên     | "Yêu dấu theo gió bay" (Nguyễn Hoàng Duy)                    | Hiền Thục                     | 8                  | 7                  | 7                  | 22        | 6    |
| Thanh Duy     | "Mình ơi" (Minh Vy)                                          | NSƯT Thành Lộc                | 9                  | 9                  | 9                  | 27        | 4    |
| Khương Ngọc   | "I Just Called to Say I Love You" (Stevie Wonder)            | Stevie Wonder                 | 7                  | 8                  | 8                  | 23        | 5    |
| Nhật Thủy     | "Giá chầu đệ Nhị" (Lời cổ)                                   | Nghệ nhân Dân gian Thanh Long | 12                 | 12                 | 12                 | 36        | 1    |

| Khách mời                     | Tiết mục thể hiện (Tác giả)                              |
| ----------------------------- | -------------------------------------------------------- |
| Nghệ nhân Dân gian Thanh Long | "Giá hoàng Mười" (Lời cổ)                                |
| Hòa Minzy                     | "Khúc hát sông quê" (Nguyễn Trọng Tạo – Thơ: Lê Huy Mậu) |

### Tuần 6
| Thí sinh      | Tiết mục thể hiện (Tác giả)                                     | Nhân vật hóa thân | Điểm ban giám khảo | Điểm ban giám khảo | Điểm ban giám khảo | Tổng điểm | Hạng |
| Thí sinh      | Tiết mục thể hiện (Tác giả)                                     | Nhân vật hóa thân | Đức Huy            | Mỹ Linh            | Hoài Linh          | Tổng điểm | Hạng |
| ------------- | --------------------------------------------------------------- | ----------------- | ------------------ | ------------------ | ------------------ | --------- | ---- |
| Khương Ngọc   | "Corazón de Melao" (Manuel Tejada, José A. Rodriguez, Emmanuel) | Emmanuel          | 7                  | 7                  | 8                  | 22        | 6    |
| Nhật Thủy     | "Hãy về đây bên anh" (Duy Mạnh)                                 | Duy Mạnh          | 9                  | 11                 | 11                 | 31        | 2    |
| Thanh Duy     | "Skyfall" (Adele, Paul Epworth)                                 | Adele             | 10                 | 10                 | 10                 | 30        | 3    |
| Mai Quốc Việt | "O Sole Mio" (Giovanni Capurro, Eduardo di Capua)               | Pavarotti         | 11                 | 9                  | 9                  | 29        | 4    |
| Ngọc Liên     | "Đêm Gành Hào nghe điệu Hoài lang" (Vũ Đức Sao Biển)            | Cẩm Ly            | 12                 | 12                 | 12                 | 36        | 1    |
| Ái Phương     | "Wannabe" (Spice Girls, Matt Rowe, Richard Stannard)            | Spice Girls       | 8                  | 8                  | 7                  | 23        | 5    |

| Khách mời  | Tiết mục thể hiện (Tác giả)              |
| ---------- | ---------------------------------------- |
| Võ Hạ Trâm | "Vũ khúc tình yêu" (Lời Việt: Lê Hựu Hà) |

### Tuần 7
| Thí sinh      | Tiết mục thể hiện (Tác giả)                                          | Nhân vật hóa thân | Điểm ban giám khảo | Điểm ban giám khảo | Điểm ban giám khảo | Tổng điểm | Hạng |
| Thí sinh      | Tiết mục thể hiện (Tác giả)                                          | Nhân vật hóa thân | Đức Huy            | Mỹ Linh            | Hoài Linh          | Tổng điểm | Hạng |
| ------------- | -------------------------------------------------------------------- | ----------------- | ------------------ | ------------------ | ------------------ | --------- | ---- |
| Ngọc Liên     | "Xúc xắc xúc xẻ" (Nguyễn Ngọc Thiện)                                 | Bảo An            | 9                  | 9                  | 9                  | 27        | 4    |
| Khương Ngọc   | "Ngỡ" (Khắc Việt)                                                    | Quang Hà          | 7                  | 10                 | 11                 | 28        | 3    |
| Mai Quốc Việt | "One More Night" (Adam Levine, Shellback, Max Martin, Savan Kotecha) | Maroon 5          | 11                 | 11                 | 10                 | 32        | 2    |
| Thanh Duy     | "Tình nghèo có nhau" (Đài Phương Trang)                              | Long Nhật         | 8                  | 7                  | 7                  | 22        | 6    |
| Ái Phương     | "Em không cần anh" (Châu Đăng Khoa)                                  | Hồ Ngọc Hà        | 10                 | 8                  | 8                  | 26        | 5    |
| Nhật Thủy     | "All By Myself" (Eric Carmen)                                        | Céline Dion       | 12                 | 12                 | 12                 | 36        | 1    |

| Khách mời | Tiết mục thể hiện (Tác giả)                       |
| --------- | ------------------------------------------------- |
| Đức Tuấn  | "Mỗi ngày tôi chọn một niềm vui" (Trịnh Công Sơn) |

### Tuần 8
| Thí sinh      | Tiết mục thể hiện (Tác giả)                                          | Nhân vật hóa thân     | Điểm ban giám khảo | Điểm ban giám khảo | Điểm ban giám khảo | Tổng điểm | Hạng |
| Thí sinh      | Tiết mục thể hiện (Tác giả)                                          | Nhân vật hóa thân     | Đức Huy            | Mỹ Linh            | Hoài Linh          | Tổng điểm | Hạng |
| ------------- | -------------------------------------------------------------------- | --------------------- | ------------------ | ------------------ | ------------------ | --------- | ---- |
| Nhật Thủy     | "Cô gái vót chông" (Hoàng Hiệp – Thơ: Mô Lô Y Choi)                  | NSƯT Thanh Thúy       | 11                 | 11                 | 10                 | 32        | 2    |
| Ngọc Liên     | "When You Tell Me That You Love Me" (John Bettis, Albert Hammond)    | Diana Ross            | 8                  | 8                  | 9                  | 25        | 5    |
| Ái Phương     | Trích đoạn: "Nửa đời hương phấn" (Hà Triều, Hoa Phượng)              | Hồng Nga (vai mẹ The) | 12                 | 12                 | 12                 | 36        | 1    |
| Khương Ngọc   | "Si Jantung Hati" (Dangdut)                                          | Ira Maya Sopha        | 9                  | 9                  | 8                  | 26        | 4    |
| Mai Quốc Việt | "Huế thương" (An Thuyên)                                             | NSƯT Vân Khánh        | 10                 | 10                 | 11                 | 31        | 3    |
| Thanh Duy     | "Livin' la Vida Loca" (Robi Rosa, Desmond Child, Luiz Gómez Escolar) | Ricky Martin          | 7                  | 7                  | 7                  | 21        | 6    |

| Khách mời      | Tiết mục thể hiện (Tác giả)              |
| -------------- | ---------------------------------------- |
| Dương Triệu Vũ | "Những giấc mộng dài" (Nguyễn Hải Phong) |

### Tuần 9
| Thí sinh      | Tiết mục thể hiện (Tác giả)                                  | Nhân vật hóa thân | Điểm ban giám khảo | Điểm ban giám khảo | Điểm ban giám khảo | Tổng điểm | Hạng |
| Thí sinh      | Tiết mục thể hiện (Tác giả)                                  | Nhân vật hóa thân | Đức Huy            | Mỹ Linh            | Hoài Linh          | Tổng điểm | Hạng |
| ------------- | ------------------------------------------------------------ | ----------------- | ------------------ | ------------------ | ------------------ | --------- | ---- |
| Mai Quốc Việt | "Ghen" (Trọng Khương – Thơ: Nguyễn Bính)                     | Tuấn Ngọc         | 7                  | 8                  | 10                 | 25        | 5    |
| Ngọc Liên     | "Bạn tôi" (Võ Thiện Thanh - Thơ: Phan Minh Tấn)              | Quang Linh        | 8                  | 7                  | 7                  | 22        | 6    |
| Nhật Thủy     | "Roly Poly" (Shinsadong Tiger, Choi Gyu Sung)                | T-ara             | 9                  | 9                  | 9                  | 27        | 4    |
| Ái Phương     | "Thành phố cuồng nhiệt" (Hoàng Thượng Vĩ – Lời: Châu Lễ Mậu) | Quách Phú Thành   | 11                 | 11                 | 11                 | 33        | 2    |
| Khương Ngọc   | "Nhỏ ơi" (Quang Nhật)                                        | Chí Tài           | 10                 | 10                 | 8                  | 28        | 3    |
| Thanh Duy     | "Người lính già vui vẻ" (Thanh Trúc)                         | Hề Sa             | 12                 | 12                 | 12                 | 36        | 1    |

| Khách mời | Tiết mục thể hiện (Tác giả)  | Nhân vật hóa thân |
| --------- | ---------------------------- | ----------------- |
| Đại Nghĩa | "Chiếc khăn piêu" (Doãn Nho) | Tùng Dương        |

### Tuần 10
| Thí sinh      | Tiết mục thể hiện (Tác giả)                                                                           | Nhân vật hóa thân                     | Điểm ban giám khảo | Điểm ban giám khảo | Điểm ban giám khảo | Tổng điểm | Hạng |
| Thí sinh      | Tiết mục thể hiện (Tác giả)                                                                           | Nhân vật hóa thân                     | Đức Huy            | Mỹ Linh            | Hoài Linh          | Tổng điểm | Hạng |
| ------------- | --- | ------------------------------------- | ------------------ | ------------------ | ------------------ | --------- | ---- |
| Thanh Duy     | "MAMA" (Yoo Young-jin)                                                                                | EXO                                   | 9                  | 10                 | 9                  | 28        | 3    |
| Nhật Thủy     | Trích đoạn: "Cung phi điểm bích" (Hoàng Công Khanh)                                                   | NSƯT Thanh Thanh Hiền (vai Điểm Bích) | 11                 | 12                 | 11                 | 34        | 2    |
| Ái Phương     | "Habanera" (Trích đoạn vở nhạc kịch Carmen) (Georges Bizet)                                           | Anna Caterina Antonacci (vai Carmen)  | 7                  | 9                  | 10                 | 26        | 4    |
| Ngọc Liên     | "Nhật ký đời tôi" (Thanh Sơn)                                                                         | Giao Linh                             | 12                 | 11                 | 12                 | 35        | 1    |
| Khương Ngọc   | "Ode to Joy" (trích chương 4, bản giao hưởng số 9 của Ludwig van Beethoven) (Thơ: Friedrich Schiller) | Mr. Bean (Rowan Atkinson)             | 8                  | 7                  | 8                  | 23        | 6    |
| Mai Quốc Việt | "Bài ca non cao (Alishan)" (Trương Triệt – Thơ: Đặng Ngu Bình)                                        | Trác Y Đình                           | 10                 | 8                  | 7                  | 25        | 5    |

| Khách mời   | Tiết mục thể hiện (Tác giả)              |
| ----------- | ---------------------------------------- |
| Nguyễn Hưng | "Khổ vì yêu nàng" (Lê Hựu Hà, Tùng Châu) |

### Tuần 11
| Thí sinh      | Tiết mục thể hiện (Tác giả)                          | Nhân vật hóa thân | Điểm ban giám khảo | Điểm ban giám khảo | Điểm ban giám khảo | Tổng điểm | Hạng |
| Thí sinh      | Tiết mục thể hiện (Tác giả)                          | Nhân vật hóa thân | Đức Huy            | Mỹ Linh            | Hoài Linh          | Tổng điểm | Hạng |
| ------------- | ---------------------------------------------------- | ----------------- | ------------------ | ------------------ | ------------------ | --------- | ---- |
| Nhật Thủy     | "Bay" (Nguyễn Hải Phong)                             | Thu Minh          | 9                  | 8                  | 8                  | 25        | 5    |
| Mai Quốc Việt | "Gọi đò" (Hồng Xương Long)                           | Dương Ngọc Thái   | 7                  | 7                  | 7                  | 21        | 6    |
| Thanh Duy     | "Tình cờ" (Diệp Minh Tuyền)                          | Phương Thanh      | 10                 | 10                 | 10                 | 30        | 3    |
| Ngọc Liên     | "Giăng sáng vườn chè" (Văn Phụng – Thơ: Nguyễn Bính) | Mai Tuyết Hoa     | 8                  | 9                  | 9                  | 26        | 4    |
| Khương Ngọc   | "Ringa Linga" (G-Dragon, Tokki)                      | Taeyang           | 12                 | 12                 | 11                 | 35        | 1    |
| Ái Phương     | "Mẹ tôi" (Nhị Hà)                                    | Thùy Trang        | 11                 | 11                 | 12                 | 34        | 2    |

| Khách mời | Tiết mục thể hiện (Tác giả)               | Nhân vật hóa thân |
| --------- | ----------------------------------------- | ----------------- |
| Quang Lê  | "Sầu tím thiệp hồng" (Minh Kỳ, Hoài Linh) |                   |
| Thanh Duy | "Sầu tím thiệp hồng" (Minh Kỳ, Hoài Linh) | Lệ Quyên          |

### Tuần 12
| Thí sinh      | Tiết mục thể hiện (Tác giả)                                                                  | Nhân vật hóa thân                | Điểm ban giám khảo | Điểm ban giám khảo | Điểm ban giám khảo | Tổng điểm | Hạng |
| Thí sinh      | Tiết mục thể hiện (Tác giả)                                                                  | Nhân vật hóa thân                | Đức Huy            | Mỹ Linh            | Hoài Linh          | Tổng điểm | Hạng |
| ------------- | -------------------------------------------------------------------------------------------- | -------------------------------- | ------------------ | ------------------ | ------------------ | --------- | ---- |
| Ái Phương     | "Bad Romance" (Lady Gaga, RedOne)                                                            | Lady Gaga                        | 11                 | 12                 | 11                 | 34        | 2    |
| Mai Quốc Việt | "The Phantom of the Opera" (Andrew Lloyd Webber (nhạc), Charles Hart, Richard Stilgoe (lời)) | Đức Tuấn                         | 8                  | 7                  | 8                  | 23        | 6    |
| Ngọc Liên     | "Không cảm xúc" (Lời Việt: Nguyễn Đình Vũ)                                                   | Hồ Quang Hiếu                    | 7                  | 9                  | 10                 | 26        | 4    |
| Nhật Thủy     | "Ru lại câu hò" (Vũ Quốc Việt)                                                               | Cẩm Ly                           | 12                 | 11                 | 12                 | 35        | 1    |
| Khương Ngọc   | Trích đoạn: "Ngao Sò Ốc Hến" (NSND Nguyễn Thành Châu)                                        | NSƯT Thanh Điền (vai Quan Huyện) | 10                 | 8                  | 7                  | 25        | 5    |
| Thanh Duy     | Trích đoạn: "Ngao Sò Ốc Hến" (NSND Nguyễn Thành Châu)                                        | NSƯT Thanh Kim Huệ (vai Thị Hến) | 9                  | 10                 | 9                  | 28        | 3    |

| Khách mời | Tiết mục thể hiện (Tác giả)     |
| --------- | ------------------------------- |
| Lý Hải    | "Ngựa ô thương nhớ" (Trần Tiến) |

### Tuần 13 – Chung kết
Trong đêm chung kết, chỉ có 4 thí sinh gồm Thanh Duy, Mai Quốc Việt, Nhật Thủy và Ái Phương tiếp tục dự thi tranh ngôi vị quán quân. Hai thí sinh còn lại là Khương Ngọc và Ngọc Liên tham gia đêm chung kết với tư cách khách mời để giành cơ hội đoạt giải thí sinh được khán giả yêu thích nhất.
| Thí sinh      | Tiết mục thể hiện (Tác giả) | Nhân vật hóa thân | Hạng |
| ------------- | --- | ----------------- | ---- |
| Mai Quốc Việt | "Phôi pha" (Trịnh Công Sơn) | Quang Dũng        | 2    |
| Ái Phương     | "Hung Up" (Madonna, Stuart Price, Benny Andersson, Björn Ulvaeus) | Madonna           | 4    |
| Thanh Duy     | "Giữa Mạc Tư Khoa nghe câu hò Nghệ Tĩnh" – "Sợi nhớ sợi thương" – "Trường Sơn Đông, Trường Sơn Tây" (Trần Hoàn – Thơ: Đỗ Quý Doãn; Phan Huỳnh Điểu – Thơ: Thúy Bắc; Hoàng Hiệp – Thơ: Phạm Tiến Duật) | NSND Thu Hiền     | 1    |
| Nhật Thủy     | "Ước gì" – "Yêu dại khờ" (Võ Thiện Thanh – Quang Huy) | Mỹ Tâm            | 3    |

| Khách mời   | Tiết mục thể hiện (Tác giả)         | Nhân vật hóa thân |
| ----------- | ----------------------------------- | ----------------- |
| Ngọc Liên   | "Chiếc áo bà ba" (Trần Thiện Thanh) | Hương Lan         |
| Khương Ngọc | "Say you do" (Tiên Tiên)            | Tiên Tiên         |
| Khương Ngọc | "Ngày mai" (Lưu Thiên Hương)        | Tóc Tiên          |
| Hoài Lâm    | "Thao thức vì em" (Lam Phương)      |                   |

Các giải thưởng phụ
- Thí sinh được yêu thích nhất do khán giả bình chọn: Thanh Duy (46%)
- Thí sinh nỗ lực nhất do ban tổ chức bình chọn: Ái Phương
- Thí sinh thân thiện nhất do ban tổ chức bình chọn: Khương Ngọc